# 5.ª Divisão Panzer (Alemanha)
A 5ª Divisão Panzer do Exército Alemão foi ativada em 24 de novembro de 1938 e dissolvida em 8 de maio de 1945.

## Segunda Guerra Mundial
A 5ª Divisão Panzer lutou na Polônia, França, Bálcãs e na Rússia, primeiro integrando o Grupo de Exército Centro (1941-44), e depois o Grupo de Exércitos Norte. Rendeu-se aos russos em Danzig. Durante a Segunda Guerra Mundial, foi comandada pelos generais von Vietinghoff, von Hartlieb-Walsporn, Lemelsen, Fehn, Metz, Nedtwig, Fäckenstedt, Decker, Lippert, Hoffmann-Schönborn e Herzog. 
O detalhe é que essa é uma das poucas unidades que sobreviveram ao fim da II Guerra. 

## Pós guerra
Ela foi reconstituída em 1 de outubro de 1956 como parte integrante do 3º Corpo de Exército do Bundeswehr – o RFA Army. Em 1985, o Corpo recebeu também a 2ª Divisão Panzergrenadier e a 12ª Divisão Panzer, também remanescentes da II Guerra. Subordinado ao Grupo de Exércitos Central (CENTAG) da NATO, o 3º Corpo de Exército Alemão defendia a “zona vital de defesa” da NATO, ao lado do 2º Corpo de Exército Alemão e do 5º e 7º Corpos de Exército Americanos. Quando a URSS caiu sobre as próprias pernas, americanos e alemães uniram suas GUs e, como parte do arranjo, a 5ª Panzer ficou administrativamente subordinada ao 5º Corpo Americano, enquanto divisões americanas lutariam sob o comando do 2º e 3º Corpos Alemães. A 5ª Panzer enviou algumas de suas unidades para a Iugoslávia, em 1990. 

## Fim
Restrições orçamentais fizeram com a 5ª o que nem a II Guerra conseguiu e ela foi definitivamente dissolvida em 30 de junho de 2001. Ao longo dos anos, a 5ª foi comandada pelos seguintes major-generais: von Behr, Pape, Schnez, Hükelheim, von Loringhoven, von Hopffgarten, Lemm, von der Osten, Wenner, Heyd, Mayer, Uhle-Wettler, Jacoby, Rohde, Stöckmann, von Heimendahl (o único brigadeiro a comandá-la), Göttelmann, Frühhaber, Widder, Kammerhoff e Bürgener.